# Mutya Buena
Mutya Buena (născută Rosa Isabel Mutya Buena pe 21 mai 1985) este o cântăreață, fondatoare a grupului Sugababes. În 2005 a părăsit trupa, revenind alături de membrele originale în anul 2012 sub numele MKS (Mutya Keisha Siobhan). În 2019, ea împreună cu Keisha Buchanan și Siobhán Donaghy și-au recăpătat numele cu care activează până în ziua de astăzi. 
1. ↑  „Mutya Buena”, Internet Movie Database, accesat în 17 octombrie 2015
2. ↑  Mutya Buena, Discogs, accesat în 9 octombrie 2017